# Cantonul Roulans
Cantonul Roulans este un canton din arondismentul Besançon, departamentul Doubs, regiunea Franche-Comté, Franța.

## Comune
- Bouclans
- Breconchaux
- Champlive
- Châtillon-Guyotte
- Dammartin-les-Templiers
- Deluz
- L'Écouvotte
- Glamondans
- Gonsans
- Laissey
- Naisey-les-Granges
- Nancray
- Osse
- Ougney-Douvot
- Pouligney-Lusans
- Le Puy
- Roulans (reședință)
- Saint-Hilaire
- Séchin
- Val-de-Roulans
- Vauchamps
- Vennans
- Villers-Grélot